# Altadill
Altadill es una entidad de población española del municipio de San Guim de Freixanet, perteneciente a la provincia de Lérida, en la comunidad autónoma de Cataluña. En 2022, la entidad singular de población tenía empadronado un único habitante y el núcleo de población, el mismo.